# Believe (альбом Disturbed)
Believe — другий студійний альбом американського хеві-метал - гурту Disturbed , випущений 17 вересня 2002 року на Reprise Records.
Він зосереджений на релігійних і духовних темах, натхненних нещодавніми трагедіями. З більшим акцентом на мелодійній динаміці, він також демонструє розширення музичного діапазону гурту порівняно з їхнім дебютним альбомом The Sickness 2000 року . Believe був останнім студійним альбомом з оригінальним басистом Стівом Кмаком до того, як його звільнили з гурту в 2003 році.
Альбом дебютував під номером один у американському Billboard 200, зробивши його першим дебютом Disturbed під номером один, продавши понад 284 000 примірників за перший тиждень продажів. 
23 вересня 2008 року він отримав подвійний платиновий статус від RIAA у Сполучених Штатах. З альбому було випущено три сингли: «Prayer», «Remember» і «Liberate».
Альбом демонструє невелику зміну звучання, акцентуючи увагу на гітарі та мелодійній складності. Теми лірики включають нещадну природу музичної промисловості, поблажливе відвідування вечірок, безперспективні стосунки. Обкладинка альбому показує символи різних релігій.

## Список композицій
| #     | Назва          | Тривалість |
| ----- | -------------- | ---------- |
| 1.    | «Prayer»       | 3:41       |
| 2.    | «Liberate»     | 3:30       |
| 3.    | «Awaken»       | 4:29       |
| 4.    | «Believe»      | 4:28       |
| 5.    | «Remember»     | 4:11       |
| 6.    | «Intoxication» | 3:14       |
| 7.    | «Rise»         | 3:57       |
| 8.    | «Mistress»     | 3:46       |
| 9.    | «Breathe»      | 4:21       |
| 10.   | «Bound»        | 3:53       |
| 11.   | «Devour»       | 3:52       |
| 12.   | «Darkness»     | 3:56       |
| 47:20 |                |            |

| Японський бонус трек | Японський бонус трек                           | Японський бонус трек |
| #                    | Назва                                          | Тривалість           |
| -------------------- | ---------------------------------------------- | -------------------- |
| 13.                  | «Shout 2000 (Live)» (Кавер на Tears for Fears) | 4:48                 |
| 51:14                |                                                |                      |

## Учасники запису
- Девід Дрейман – вокал
- Ден Донеган – гітара, клавішні
- Стів Кмак — бас-гітара
- Майк Венгрен – ударні

Додатково
- Елісон Чеслі — віолончель у "Darkness"